# 2000 год
2000 (двухты́сячный) год  по григорианскому календарю — високосный год, начинающийся в субботу. Это 2000 год нашей эры, 10‑й год 10‑го десятилетия XX века 2‑го тысячелетия, 1‑й год 2000‑х годов. Он закончился 25 лет назад.
| Пн | Вт | Ср | Чт | Пт | Сб | Вс |
|    |    |    |    |    | 1  | 2  |
| 3  | 4  | 5  | 6  | 7  | 8  | 9  |
| 10 | 11 | 12 | 13 | 14 | 15 | 16 |
| 17 | 18 | 19 | 20 | 21 | 22 | 23 |
| 24 | 25 | 26 | 27 | 28 | 29 | 30 |
| 31 |    |    |    |    |    |    |

| Пн | Вт | Ср | Чт | Пт | Сб | Вс |
|    | 1  | 2  | 3  | 4  | 5  | 6  |
| 7  | 8  | 9  | 10 | 11 | 12 | 13 |
| 14 | 15 | 16 | 17 | 18 | 19 | 20 |
| 21 | 22 | 23 | 24 | 25 | 26 | 27 |
| 28 | 29 |    |    |    |    |    |

| Пн | Вт | Ср | Чт | Пт | Сб | Вс |
|    |    | 1  | 2  | 3  | 4  | 5  |
| 6  | 7  | 8  | 9  | 10 | 11 | 12 |
| 13 | 14 | 15 | 16 | 17 | 18 | 19 |
| 20 | 21 | 22 | 23 | 24 | 25 | 26 |
| 27 | 28 | 29 | 30 | 31 |    |    |

| Пн | Вт | Ср | Чт | Пт | Сб | Вс |
|    |    |    |    |    | 1  | 2  |
| 3  | 4  | 5  | 6  | 7  | 8  | 9  |
| 10 | 11 | 12 | 13 | 14 | 15 | 16 |
| 17 | 18 | 19 | 20 | 21 | 22 | 23 |
| 24 | 25 | 26 | 27 | 28 | 29 | 30 |

| Пн | Вт | Ср | Чт | Пт | Сб | Вс |
| 1  | 2  | 3  | 4  | 5  | 6  | 7  |
| 8  | 9  | 10 | 11 | 12 | 13 | 14 |
| 15 | 16 | 17 | 18 | 19 | 20 | 21 |
| 22 | 23 | 24 | 25 | 26 | 27 | 28 |
| 29 | 30 | 31 |    |    |    |    |

| Пн | Вт | Ср | Чт | Пт | Сб | Вс |
|    |    |    | 1  | 2  | 3  | 4  |
| 5  | 6  | 7  | 8  | 9  | 10 | 11 |
| 12 | 13 | 14 | 15 | 16 | 17 | 18 |
| 19 | 20 | 21 | 22 | 23 | 24 | 25 |
| 26 | 27 | 28 | 29 | 30 |    |    |

| Пн | Вт | Ср | Чт | Пт | Сб | Вс |
|    |    |    |    |    | 1  | 2  |
| 3  | 4  | 5  | 6  | 7  | 8  | 9  |
| 10 | 11 | 12 | 13 | 14 | 15 | 16 |
| 17 | 18 | 19 | 20 | 21 | 22 | 23 |
| 24 | 25 | 26 | 27 | 28 | 29 | 30 |
| 31 |    |    |    |    |    |    |

| Пн | Вт | Ср | Чт | Пт | Сб | Вс |
|    | 1  | 2  | 3  | 4  | 5  | 6  |
| 7  | 8  | 9  | 10 | 11 | 12 | 13 |
| 14 | 15 | 16 | 17 | 18 | 19 | 20 |
| 21 | 22 | 23 | 24 | 25 | 26 | 27 |
| 28 | 29 | 30 | 31 |    |    |    |

| Пн | Вт | Ср | Чт | Пт | Сб | Вс |
|    |    |    |    | 1  | 2  | 3  |
| 4  | 5  | 6  | 7  | 8  | 9  | 10 |
| 11 | 12 | 13 | 14 | 15 | 16 | 17 |
| 18 | 19 | 20 | 21 | 22 | 23 | 24 |
| 25 | 26 | 27 | 28 | 29 | 30 |    |

| Пн | Вт | Ср | Чт | Пт | Сб | Вс |
|    |    |    |    |    |    | 1  |
| 2  | 3  | 4  | 5  | 6  | 7  | 8  |
| 9  | 10 | 11 | 12 | 13 | 14 | 15 |
| 16 | 17 | 18 | 19 | 20 | 21 | 22 |
| 23 | 24 | 25 | 26 | 27 | 28 | 29 |
| 30 | 31 |    |    |    |    |    |

| Пн | Вт | Ср | Чт | Пт | Сб | Вс |
|    |    | 1  | 2  | 3  | 4  | 5  |
| 6  | 7  | 8  | 9  | 10 | 11 | 12 |
| 13 | 14 | 15 | 16 | 17 | 18 | 19 |
| 20 | 21 | 22 | 23 | 24 | 25 | 26 |
| 27 | 28 | 29 | 30 |    |    |    |

| Пн | Вт | Ср | Чт | Пт | Сб | Вс |
|    |    |    |    | 1  | 2  | 3  |
| 4  | 5  | 6  | 7  | 8  | 9  | 10 |
| 11 | 12 | 13 | 14 | 15 | 16 | 17 |
| 18 | 19 | 20 | 21 | 22 | 23 | 24 |
| 25 | 26 | 27 | 28 | 29 | 30 | 31 |

## События

### Январь
- 1 января:
  - Деноминация белорусского рубля;
  - В связи с «проблемой-2000», в Иране объявлен нерабочий день;
  - Вступление в силу закона в Великобритании, согласно которому вес всех продуктов, имеющихся в продаже, обозначается в метрической системе, а не в традиционных для страны унциях и фунтах.
- 2 января — крушение украинского сухогруза типа «река-море» «Тикси» (порт приписки Николаев, под флагом Камбоджи) с грузом зерна на борту на траверсе мыса Джубга около Туапсе. Во время шторма судно разломилось пополам, экипажу удалось высадиться на плоты. Один человек погиб.
- 3 января:
  - Обстрел из гранатомёта территории российского посольства в Ливане, Бейрут[1];
  - Победа коалиции социал-демократов-социал-либералов, вместе с блоком из четырёх других партий (во главе с Крестьянской партией) на парламентских выборах в Хорватии, набравших две трети голосов в парламенте, что в дальнейшем позволило изменить конституцию и превратить республику из полу-президентской в парламентскую.
- 8 января — первая Рождественская литургия в Храме Христа Спасителя. Литургию отслужил Патриарх Московский и всея Руси Алексий II[2].
- 9 января:
  - Переизбрание Ислама Каримова президентом Республики Узбекистан (91,9 % голосов избирателей);
  - Проведение в трёх субъектах России повторных выборов глав регионов. Губернатором Московской области избран генерал Борис Громов («Отечество»)(48 %); губернатором Тверской области переизбран Владимир Платов («Единство»)(46,5 %); губернатором Новосибирской области избран мэр Новосибирска Виктор Толоконский (44,3 %)[3];
  - Вторая чеченская война: прорыв боевиков в Шали и Аргун[4][5]. Контроль федеральных сил над Шали был восстановлен 11 января[6], над Аргуном — 13 января[7].
- 10 января:
  - Крушение авиалайнера «Saab 340» авиакомпании «Crossair» у деревни Нассенвиль в Нидерхасли (Швейцария). Погибли все находившиеся на его борту 10 человек — 7 пассажиров и 3 члена экипажа;
  - Демонстрация более 100 000 израильтян против возвращения Голанских высот в Тель-Авиве, Сирия;
  - Объявление компаний «AOL» и «Time Warner» о планах слияния с компанией «AOL Time Warner».
- 13 января — вынесение приговора членам одной из самых жестоких ОПГ новейшей криминальной истории России — «Слоновской ОПГ».
- 14 января — на пост президента Гватемалы назначен Альфонсо Портильо Кабрера.
- 15 января — убийство сербского военного и политического деятеля, участника Югославских войн Желько Ражнатовича в холле белградского отеля «Интерконтиненталь»[8].
- 16 января:
  - Первый тур президентских выборов в Финляндии;
  - Во 2-м туре президентских выборов в Чили избран кандидат от Коалиции партий за демократию Рикардо Лагос (51 % голосов избирателей).
- 17 января — лидер афганского движения «Талибан» мулла Мухаммед Омар сообщил о признании Чечни независимым государством. Это стало первым и единственным признанием суверенитета Чечни[2].
- 18 января — в 8:43 жители канадской территории Юкон, части Аляски и Северо-Западных территорий видели вхождение в атмосферу Земли метеорита массой более 150 тонн и диаметром около 5 метров. Его обломки упали в районе озера Тагиш и были разбросаны на территории длиной 16 км и шириной 3 км. Позже было собрано около пятисот осколков метеорита. Изучением метеорита занимались учёные университета Калгари, университета Западного Онтарио и NASA (по своему составу он относится к H-хондритам)[9].
- 20—27 января — проведение в Таджикистане переписи населения.
- 21 января — начало народных волнений в Эквадоре, перешедших в военный переворот и свержение президента Хамиля Мауада. 22 января вице-президент Густаво Нобоа Бехарано был приведён к президентской присяге.
- 21 января—1 февраля — раскол Верховной Рады Украины, при котором большинство (255 депутатов) переходят в группу «Украинский дом», избрание председателем Верховной Рады Украины Ивана Плюща.
- 24 января:
  - Победа в первом туре Степана Месича на президентских выборах в Хорватии (56,01 %);
  - Захват больницы в западном Таиланде десятью бирманскими мятежниками из движения «Армия Бога» (до 2000 заложников). На следующий день силы безопасности Таиланда взяли больницу штурмом.
- В ночь с 25 на 26 января — крушение поезда на Веребьинском обходе главного хода Октябрьской железной дороги в результате столкновения пассажирского поезда с грузовым.
- 26 января — вступление в силу Договора о создании Союзного государства, подписанного президентами Российской Федерации и Беларуси 8 декабря 1999 года. Первое заседание Высшего Государственного совета Союзного государства в Москве.
- 27 января — назначение Ивицы Рачана новым премьер-министром Хорватии.
- 30 января:
  - Катастрофа A310 под Абиджаном, погибло 169 человек;
  - Выброс в Дунай более 100 тыс. кубометров тяжёлых металлов на заводе румыно-австралийской компании «Аурул». В результате аварии было выловлено более 100 тонн мёртвой рыбы, а катастрофу окрестили «вторым Чернобылем»[10].
- 31 января — падение авиалайнера «McDonnell Douglas MD-83» авиакомпании «Alaska Airlines» рейса AS 261 по маршруту Пуэрто-Вальярта—Сан-Франциско—Сиэтл при подлёте к Сан-Франциско в 4,5 километрах от побережья острова Анакапа (Калифорния). Погибли все находившиеся на его борту 88 человек — 83 пассажира и 5 членов экипажа.

### Февраль
- 5 февраля — Вторая чеченская война: Массовое убийство мирных жителей в посёлке Новые Алды и прилегающих районах г. Грозного. Считается, что оно совершено бойцами ОМОНа ГУВД Санкт-Петербурга и Ленинградской области и ОМОНа УВД Рязанской области. Убито от 56 до 60 человек.
- 6 февраля:
  - Штурм Национального автономного университета Мексики полицией и арест более 600 студентов, забаррикадировавшихся там после девяти месяцев противостояния, возникшего из-за решения руководства университета поднять плату за обучение. Пострадавших нет;
  - Избрание во втором туре президентских выборов в Финляндии президентом социал-демократа Тарья Халонен (51,6 % голосов);
  - Вторая чеченская война: Взятие Грозного российской армией. Объявление исполняющего обязанности Президента РФ Владимира Путина о завершении операции по освобождению Грозного;
  - Железнодорожная авария ночного экспресса Амстердам-Базель под Кёльном. 9 погибших, 149 раненых.
- 7 февраля:
  - Взрыв трёх зарядов (каждый мощностью около 400 граммов тротила) в центре Душанбе (Таджикистан) недалеко от здания государственного налогового комитета, между гостиницей «Авесто» (где размещается российское посольство) и культурным центром Кохи Вахдат, а также у жилого многоэтажного дома в центре города;
  - Убийство министра обороны Союзной Республики Югославии Павле Булатовича в ресторане футбольного клуба «Рад» в Белграде. Стрелявший находился вблизи футбольного стадиона[11];
  - Победа Степана Месича во втором туре президентских выборов в Хорватии (56,01 % голосов).
- 8 февраля:
  - Взрыв жилого дома по улице Артёмовской в Хабаровске. Погибло 13 человек[12]
  - Победа Константиноса Стефанопулоса на президентских выборах в Греции.
- 11 февраля — 97-й старт «STS-99» по программе «Спейс шаттл». 14-й полёт шаттла «Индевор». Экипаж — Кевин Крегель, Доминик Гори, Герхард Тиле (Германия), Джанет Каванди, Дженис Восс, Мамору Мори (Япония). Основная задача полёта — радиолокационная топографическая.
- 12—13 февраля — в Зимбабве граждане на референдуме отказываются от представленной правительством новой конституции, которая дала бы президенту Мугабе возможность выставлять свою кандидатуру на 2 следующих срока и давал правительству право забирать без всякой компенсации фермы у белых фермеров и передавать их чёрным фермерам в рамках земельной реформы.
- 13 февраля — образование серьёзных торнадо и гроз на юго-западе штата Джорджия (США). Минимум 22 погибших и 100 раненых.
- 16 февраля — крушение грузового самолёта «Douglas DC-8-71F» компании «Emery Worldwide» вблизи Ранчо-Кордова (Калифорния, США). Погибло 3 человека.
- 16—20 февраля — проведение зимних Игр Доброй воли в Лейк-Плэсиде.
- 17 февраля — выход «Microsoft Windows 2000».
- 18 февраля:
  - Назначение Владимира Ермошина премьер-министром Республики Беларусь[13][14].
  - В первом туре парламентских выборов в Иране большой перевес в парламенте получают сторонники президента Мохаммада Хатами.
- 20 февраля — проведение первого тура парламентских выборов в Кыргызстане.
- 21 февраля — Международный день родного языка.
- 22 февраля:
  - Отмена смертной казни на Украине;
  - Открытие Центра культурных связей с Россией в Туркменском государственном университете имени Махтумкули.
- 22—29 февраля — Вторая чеченская война: Сражение за Шатой: Взятие федеральными войсками Шатой. А. Масхадов, Хаттаб и Ш. Басаев снова ушли из окружения[15]. Первый заместитель командующего объединённой группировкой федеральных сил генерал-полковник Геннадий Трошев объявил об окончании полномасштабной войсковой операции в Чечне[16].
- 23 февраля — нападение на генконсульство РФ в Познани (Польша).
- 25 февраля — убийство Виктории Климби в Лондоне. Восьмилетняя ивуарийская девочка подверглась пыткам и была убита собственными опекунами. Публичное расследование её смерти стало поводом для серьёзных изменений в политике по защите детей в Великобритании.
- 27 февраля — проведение первого тура парламентских выборов в Таджикистане.
- 29 февраля—1 марта — Вторая чеченская война: гибель 6-й роты 2-го батальона 104-го парашютно-десантного полка 76-й дивизии ВДВ в бою за высоту 776[2].
- Февраль—март — возникновение сильных наводнений, вызванных проливными дождями, в Мозамбике. Погибло более 700 человек.

### Март
- 1 марта:
  - Вступление Хорхе Батлье Ибаньес на пост президента Уругвая;
  - Вступление в силу новой Конституции Финляндии.
- 2 марта — Вторая чеченская война: большие потери Сергиево-Посадского ОМОНа (22 убито и более 30 ранено) в результате «дружественного огня».
- 4 марта — Sony выпустила игровую приставку 6-го поколения «PlayStation 2», ставшую наиболее быстро продаваемой и самой популярной игровой консолью в истории[17].
- 5 марта — британские учёные впервые в мире провели успешную операцию по клонированию свиней.
- 5—20 марта — Вторая чеченская война: Село Комсомольское освобождено от боевиков федеральными войсками.
- 8 марта — в результате столкновения двух поездов токийского метро на линии «Хибия» близ станции «Нака-Мэгуро» погибли 5 и ранены 63 человека.
- 9 марта — в результате авиационной катастрофы погибли журналист Артём Боровик и мультимиллионер Зия Бажаев.
- 11 марта
  - Состоялся учредительный съезд РОСДП, председателем партии стал экс-президент СССР Михаил Горбачёв;
  - При взрыве в шахте «Баракова» в Краснодоне погиб 81 шахтёр. Самые тяжёлые последствия от аварии на Украине за 20 лет.
- 12 марта
  - Вторая чеченская война: в посёлке Новогрозненский сотрудниками ФСБ захвачен и доставлен в Москву террорист Салман Радуев, впоследствии осуждённый к пожизненному лишению свободы и скончавшийся в местах заключения;
  - В Таджикистане состоялся второй тур парламентских выборов. Народно-демократическая партия Таджикистана Президента Эмомали Рахмона одержала победу;
  - В Кыргызстане состоялся второй тур парламентских выборов. Наибольшее количество голосов получили партия коммунистов Кыргызстана, пропрезидентская Демократическая партия женщин Кыргызстана и Союз демократических сил, объединяющий Социал-демократическую партию Кыргызстана, партию экономического возрождения и партию Биримдык;
  - На парламентских выборах в Испании победу одержала правая Народная партия, получив 44,52 % голосов и 183 из 350 мест в Конгрессе депутатов, Хосе Мария Аснар остался на посту премьер-министра.
- 15 марта — в Минске прошло массовое шествие — «Марш Свободы» в защиту независимости, прав человека и демократии Беларуси, а также против углубления российско-белорусской интеграции.
- 17 марта — в округе Канунгу (Уганда) члены религиозной секты «Восстановление десяти господних заповедей» совершили акцию массового самосожжения: погибло около 600 человек[2].
- 18 марта — на президентских выборах[англ.] на Тайване победил Чэнь Шуйбянь (Демократическая прогрессивная партия, 39,3 % голосов).
- 21 марта — убийство православного священника в Эвенкии: 27-летний преступник Руслан Любецкий убил иеромонаха Григория (Яковлева) самодельным шилом, отрезал ему голову перочинным ножом и поместил её на церковный алтарь.
- 24 марта — в Женеве (Швейцария) на конференции ООН по разоружению Россия выступила с инициативой подписать международный договор, запрещающий испытание, размещение и использование в космосе любых систем вооружений[2].
- 25 марта — начало Первого Всероссийского фестиваля японской анимации в Воронеже.
- 26 марта
  - Выборы президента России. Абсолютное большинство голосов в первом туре набрал В. В. Путин[2]
  - В семи субъектах России прошли выборы глав регионов, в двух субъектах прошли референдумы. Губернатором Кировской области переизбран Владимир Сергеенков (58,3 %); губернатором Мурманской области переизбран Юрий Евдокимов (86,7 %); губернатором Саратовской области переизбран Дмитрий Аяцков (67,3 %); губернатором Еврейской автономной области переизбран Николай Волков (56,7 %); в Ханты-Мансийском автономном округе переизбран Александр Филипенко (90,8 %); в Ямало-Ненецком автономном округе переизбран Юрий Неелов (87,9 %). На референдуме в Карелии большинство проголосовало за введение поста главы Республики и превращении парламента в однопалатный; на референдум в Удмуртской Республике большинство проголосовало за введение поста президента[3]
  - В Женеве состоялась встреча президента США Билла Клинтона и президента Сирии Хафеза Асада. В ходе 4-часовых переговоров не удалось достичь соглашения о возобновлении израильско-сирийских переговоров[18].
- 29 марта — Вторая чеченская война: гибель подразделения пермского ОМОНа у селения Джани-Ведено. Погибло более 40 человек[19].
- 31 марта — в Эстонии прошла перепись населения.

### Апрель
- 1 апреля
  - В США прошла перепись населения;
  - Премьер-министр Японии Кэйдзо Обути перенёс инсульт и впал в кому.
- 4 апреля
  - Старт космического корабля «Союз ТМ-30». Экипаж — С. В. Залётин и А. Ю. Калери[2]
  - Федеральный суд США признал корпорацию «Майкрософт» виновной в нарушении антимонопольного законодательства[2].
- 5 апреля — премьер-министром Японии избран Ёсиро Мори.
- 7 апреля — вооружённые силы США нанесли ракетно-бомбовый удар по населённым пунктам Ирака, в результате погибли 14 человек и 19 получили ранения[2].
- 8 апреля — в Боснии и Герцеговине прошли муниципальные выборы. Умеренные силы победили националистов только в мусульманских городах. В большинстве хорватских районов одержало победу националистическое Хорватское демократическое сообщество, а в Республике Сербской — радикальная Сербская демократическая партия.
- 9 апреля
  - Эдуард Шеварднадзе переизбран президентом Республики Грузия, получив более 82 % голосов избирателей, принявших участие в выборах;
  - На президентских выборах в Перу Альберто Фухимори получил 49,9 % голосов и вышел во 2-й тур, ведущий кандидат оппозиции — лидер блока «Возможное Перу» Алехандро Толедо — 40,2 %. Правительственный блок «Перу-2000» получил 52 места в парламенте из 120. Оппозиция обвинила власти в подтасовке, А. Толедо призвал к демонстрациям и маршам протеста, которые были разогнаны силой;
  - На парламентских выборах[англ.] в Греции победило правящее Всегреческое социалистическое движение (43,79 % голосов, 158 из 300 мест в парламенте), правительство в третий раз возглавил Костас Симитис.
- 12 апреля — Российская космическая корпорация «Энергия» продала американской компании «Space Hub» эксклюзивные права на использование архива кинодокументов, который содержал информацию обо всех космических исследованиях и программах, осуществлённых СССР, а затем Россией[2].
- 13 апреля — Россия и Германия подписали договор о проведении обмена произведениями искусства, вывезенными обеими сторонами во время Второй мировой войны[2].
- 14 апреля
  - Государственная Дума РФ приняла решение о ратификации российско-американского договора СНВ-2, предполагавшего дальнейшее сокращение стратегических наступательных вооружений обеих стран[2]
  - На первой большой демонстрации оппозиции в 2000 году около 100 000 человек в Белграде протестуют против президента Слободана Милошевича и выступают за досрочные выборы.
- 16 апреля
  - Состоялся всеукраинский референдум. Более 80 % избирателей, принявших участие в голосовании, высказались за создание двухпалатного парламента, сокращение числа депутатов с 450 до 300, ликвидацию депутатской неприкосновенности, право Президента досрочно прекращать полномочия Верховной рады, если последняя в течение одного месяца не сможет сформировать парламентское большинство или в течение трёх месяцев не сможет утвердить подготовленный и представленный в установленном порядке Кабинетом Министров проект государственного бюджета. Однако решения референдума так и не были воплощены в жизнь;
  - Впервые в испанской корриде принял участие русский тореадор.
- 18 апреля — Владимир Путин высказался против создания в США национальной системы ПРО.
- 19 апреля
  - На острове Самар при заходе на посадку в аэропорт Давао потерпел катастрофу «Boeing 737-2H4» компании Air Philippines, в результате погиб 131 человек. Крупнейшая авиакатастрофа на Филиппинах;
  - В Центральной Румынии открыто крупнейшее в Европе месторождение золота.
- 20 апреля — попадание ракеты в жилой дом в Броварах. Погибли 3 человека.
- 21 апреля
  - Госдума России ратифицировала договор о полном прекращении ядерных испытаний;
  - Президент РФ В. Путин утвердил Военную доктрину Российской Федерации[20]
  - В США вступил в силу закон COPPA.
- 23 апреля — Вторая чеченская война: нападение на колонну 51-го парашютно-десантного полка Тульской дивизии ВДВ и ВОП 66-го полка оперативного назначения ВВ у селения Сержень-Юрт. Потери российских военнослужащих: 16 убитых, 7 раненых, 7 единиц техники.
- 24 апреля — во время учений Черноморского флота ВМФ РФ учебная крылатая ракета попала в украинское пассажирское судно «Верещагин» (1 человек ранен). Позже пароходство Украины полностью признало свою вину, так как не оповестило суда об этих учениях и их районе.
- 26 апреля
  - Президент Украины Леонид Кучма заявил, что Чернобыльская АЭС будет закрыта до конца 2000 года;
  - В Москве выставлены на обозрение останки Гитлера (фрагмент черепа с пулевым отверстием).
- 28 апреля — Турция, Азербайджан и Грузия заключили договор о строительстве нефтепровода для транспортировки каспийской нефти в обход России.
- 29 апреля — Германия передала России фрагменты «Янтарной комнаты».
- 30 апреля — Папа Римский Иоанн Павел II причислил блаженную сестру Фаустину Ковальскую к лику святых католической церкви.

### Май
- 3 мая — Лондонская и Франкфуртская фондовые биржи объявили о слиянии и создании крупнейшей в мире биржи с акциями на сумму около 4 триллионов долларов.
- 5 мая
  - Президентом Турции избран Ахмет Сезер;
  - Ущерб от нового компьютерного вируса «I love you» составил только в Северной Америке миллиард долларов.

- 6 мая — Россия принята в Международную торговую палату.
- 7 мая — инаугурация президента России Владимира Владимировича Путина[2].
- 11 мая
  - Сотрудники Генпрокуратуры, ФСБ и ФСНП России произвели обыски в центральных офисах холдинга Владимира Гусинского «Медиа-Мост»[21] в связи с уголовным делом, возбуждённым в отношении холдинга 26 апреля по статьям 137 (нарушение неприкосновенности частной жизни), 138 (нарушение тайны переписки) и 181 (незаконное получение и разглашение сведений, составляющих коммерческую или банковскую тайну) Уголовного кодекса РФ[22]
  - Георгий Арсенишвили стал государственным министром Грузии.
- 12 мая — Андраник Маргарян стал премьер-министром Армении.
- 13 мая
  - Президент России Владимир Путин подписал указ № 849 «О полномочном представителе Президента Российской Федерации в федеральном округе», согласно которому в России были созданы федеральные округа;
  - В Стокгольме (Швеция) состоялся 45-й Конкурс Песни Евровидение 2000.
  - В городе Энсхеде, Нидерланды, произошёл взрыв на складе фейерверков, в результате чего погибло 23 человека.

- 14 мая
  - На выборах губернатора Санкт-Петербурга Владимир Яковлев переизбран на второй срок[3]
  - В Эфиопии состоялся первый тур всеобщих выборов, вторых по счёту многопартийных выборов в истории страны.
- 15 мая
  - 9 человек ранено в Ираке в результате бомбардировок американской и британской авиацией[23]
  - Прекратила свою деятельность Миссия наблюдателей ООН в Таджикистане[24].
- 16 мая
  - В США испытано новое лекарство от алкоголизма;
  - Ахмет Сезер стал президентом Турции;
  - Иполито Мехия избран президентом Доминиканской Республики.

- 17 мая — премьер-министром России утверждён Михаил Касьянов[2].
- 18 мая — 1 человек погиб и 4 получили ранения в результате бомбардировки авиацией США и Великобритании территории Ирака[23].
- 19 мая — 98-й старт («STS-101») по программе Спейс Шаттл. 21-й полёт шаттла Атлантис. Экипаж — Джеймс Халселл, Скотт Хоровитц, Сьюзан Хелмс, Юрий Усачёв (Россия), Джеймс Восс, Мэри Уэбер, Джеффри Уильямс.
- 20 мая — указом президента утверждены направления налоговой реформы, предусматривавшие снижение общего налогового бремени, создание справедливой и нейтральной по отношению к экономическим решениям налоговой системы, её упрощение, улучшение налогового администрирования и повышение уровня собираемости налогов.
- 21 мая — в Швейцарии на референдуме большинство жителей проголосовали за расширение отношений с Европейским союзом.
- 24 мая
  - Государственная дума РФ приняла поправку, запрещающую пропаганду наркотиков и способов их приготовления[25]
  - Завершение вывода израильских войск из Ливана. Израиль выполнил, таким образом, резолюцию № 425 Совета Безопасности ООН от 1978 г., требовавшую вывода израильских сил из Ливана[26].
- 25 мая
  - Завершение вооружённого конфликта между Эфиопией и Эритреей за контроль над спорными пограничными территориями;
  - На всеобщих выборах в Суринаме победили действующий президент Рональд Венетиан (47,5 % голосов) и левоцентристский блок партий «Новый фронт за демократию и развитие» (33 места из 51 в парламенте).
- 26 мая — парламент Кыргызстана проголосовал за переименование страны. Отныне официальное наименование государства — «Кыргызская Республика». За это решение высказалось 42 депутата, против — 2.
- 27 мая
  - Министерство связи Туркменистана отозвало лицензии у всех частных провайдеров интернета в республике;
  - В Китае католический священник получил шесть лет тюрьмы за издание Библии и других религиозных книг. Обвинили его в незаконных публикациях и тайном проповедовании католицизма. В китайской конституции упомянут принцип свободы вероисповедания, но посещать можно лишь одобренные государством церкви.
- 28 мая — Альберто Фухимори переизбран президентом Перу. Оппозиция не признала выборы и ответила новыми маршами протеста, в которых участвовали сотни тысяч людей. Полиция жестоко подавляла выступления. В ходе столкновений сотни людей были ранены и арестованы.
- 30 мая — президент Кыргызстана А. Акаев подписал закон о придании русскому языку официального статуса.
- 31 мая — в 7:05 утра в Волгограде на проспекте Жукова при прохождении отряда военнослужащих произошёл взрыв. Взрывчатка была закреплена на дереве на высоте 1,3 м. В качестве начинки использовались два килограмма тротила и куски толстой проволоки. Бомба сработала по сигналу с пульта дистанционного управления. Один человек погиб, 15 ранены.

### Июнь
- 2 июня — президент Украины Л. Кучма «категорически запретил несанкционированный отбор газа из транзитной трубы и его выделение неплатёжеспособным потребителям до юридического урегулирования вопроса долга с российской стороной» — то есть официально признал неконтролируемые хищения газа, которые до этого отрицались.
- 6 июня — президентом Венгрии избран Ференц Мадл.
- 7 июня
  - Вторая чеченская война: в селе Алхан-Юрт (Чечня) двое террористов-смертников взорвали гружённый взрывчаткой грузовик вблизи здания милиции. Одной из смертниц была родственница Мовсара Бараева, позднее захватившего в 2002 здание театрального центра на Дубровке (Москва). Погибли двое милиционеров, пятеро были ранены[27]
  - Убит Любиша Савич, бывший командир Первой биелинской легкопехотной гвардейской бригады «пантеры» республики Сербской.
- 10 июня — президент Сирии Хафез Асад скончался от сердечного приступа, спустя месяц преемником стал его сын Башар Асад.
- 12 июня
  - Ахмат КадыровГлавой администрации Чеченской Республики назначен Ахмат Кадыров;
  - Захват заложников в автобусе в Рио-де-Жанейро. Преступление имело огромный резонанс, поскольку произошло в присутствии большого числа свидетелей и представителей прессы (велась трансляция в прямом эфире), а также ввиду крайне неудачных действий полиции.
- 13 июня — в Москве Генеральной прокуратурой РФ как подозреваемый в мошенничестве задержан Владимир Гусинский[28][29][30]. По утверждению Гусинского (косвенного подтверждённому решением ЕСПЧ[31]), он был выпущен в обмен на подписание некого документа («протокол № 6») с министром печати Михаилом Лесиным[32][33]. По этому соглашению Гусинский должен был продать свой холдинг «Медиа-Мост» ОАО «Газпром» по установленной последним цене. «Медиа-Мост» отказался подчиниться соглашению.
- 14 июня — Грузия вступила в ВТО[34].
- 16 июня
  - Достижение соглашения между КНДР и Южной Кореей, согласно которому последняя обязалась оказать помощь первой в сумме 6 млрд евро;
  - Приземление космического корабля «Союз ТМ-30». Экипаж посадки — С. В. Залётин, А. Ю. Калери.
- 17 июня — около 10 часов утра по лондонскому времени вышел из строя главный компьютер Национальной авиадиспетчерской службы, находящейся неподалёку от аэропорта Хитроу. В результате на территории Великобритании остановлено воздушное сообщение.
- 18 июня — на выборах в Национальное Собрание Нагорного Карабаха победила Демократическая партия Арцаха.
- 21 июня — парламент Шотландии отменил статью 28 закона о местном самоуправлении, вступившего в силу 24 мая 1988 года и запрещавшего «пропаганду гомосексуализма». На остальных территориях Великобритании статья была отменена почти через три с половиной года.
- 23 июня — принятие Директивы 2000/36/ЕС: нормативного акта, которым регулируется порядок производства продуктов, содержащих какао, и шоколадных изделий, предназначенных для потребления людьми.
- 29 июня
  - Близ острова Сулавеси потерпел крушение индонезийский паром «Кахая Бахари» (англ. «Cahaya Bahari»); погибло 492 человека;
  - Угандийский референдум по многопартийности.

### Июль
- 1 июля
  - В США разрешено заверять финансовые документы электронной подписью;
  - Открыт Эресуннский мост — мост-тоннель между Швецией и Данией.
- 2 июля
  - Вторая чеченская война: в результате серии терактов с использованием заминированных грузовиков погибло более 30 милиционеров и военнослужащих федеральных сил;
  - На досрочных выборах губернатора Самарской области в первом туре победил губернатор в отставке Константин Титов (СПС) (53 %)[3]
  - На всеобщих выборах в Мексике впервые с 1929 года избран представитель не Институционно-рабочей партии, а правой Партии национального действия — Висенте Фокс, получивший 42,5 % голосов.
- 3 июля — ликвидирована Судебная палата по информационным спорам — независимый квазисудебный орган. Предлогом ликвидации послужила «оптимизация президентской администрации», хотя палата в неё не входила.
- 4 июля — авария Ту-154 в Салониках, никто из находившихся на борту 94 человек (86 пассажиров и 8 членов экипажа) не пострадал.
- 9 июля — взрыв на городском рынке Владикавказа (Северная Осетия). Мощность взрывного устройства составила 150—200 грамм в тротиловом эквиваленте. В результате теракта 6 человек погибли, 18 ранены.
- 9—19 июля — в Эммитсбурге[англ.] и Балтиморе (США) состоялась восьмая пленарная сессия Смешанной международной комиссии по богословскому диалогу, её темой стало обсуждение вопроса «Экклесиологические и канонические предпосылки униатства».
- 10 июля — при попытке незаконной врезки в нефтепровод в южной Нигерии произошёл взрыв, в результате которого погибло более 250 жителей деревни.
- 11—25 июля — в Кэмп-Дэвиде прошли переговоры по инициативе и при посредничестве президента США Билла Клинтона, между премьер-министром Израиля Эхудом Бараком и председателем ПНА Ясиром Арафатом об окончательном урегулировании палестино-израильского конфликта. Завершились неудачей.
- 14 июля — мощная солнечная вспышка вызвала на Земле геомагнитный шторм.
- 16 июля — принято решение об увеличении числа доменов интернета.
- 17—19 июля — визит В. В. Путина в КНР. Была принята Пекинская декларация Российской Федерации и Китайской Народной Республики, а также Совместное заявление Президента Российской Федерации и Председателя Китайской Народной Республики по вопросам противоракетной обороны.
- 21—23 июля — очередной саммит «Группы восьми» прошёл на Окинаве (Япония).
- 25 июля — катастрофа сверхзвукового авиалайнера «Конкорд» при вылете из парижского аэропорта «Шарль де Голль». Погибли все находившиеся на борту 109 человек (100 пассажиров и 9 членов экипажа), а также 4 человека на земле.
- 28 июля
  - Начала вещание российская радиостанция Love Radio;
  - Массовые протесты, переросшие в беспорядки, в столице Перу Лиме в день вступления Альберто Фухимори в третий президентский срок (в ноябре 2000 года он ушёл в отставку и покинул страну).
- 29 июля — взорвана последняя штольня Семипалатинского полигона в Казахстане.
- 30 июля
  - В Венесуэле проведены всеобщие и региональные выборы, президентом страны переизбран Уго Чавес (59,76 % голосов);
  - На президентских выборах в Израиле победил Моше Кацав (52,5 % голосов).

### Август
- 5 августа
  - Принят закон «О порядке формирования Совета Федерации». Ранее, 29 июля, в соответствии с этим были внесены поправки в закон «Об общих принципах организации законодательных (представительных) и исполнительных органов государственной власти субъектов РФ», а 4 августа — в закон «Об общих принципах организации местного самоуправления в РФ».
  - В. В. Путин подписал вторую часть Налогового кодекса, по которому вводилась единая 13-процентная ставка подоходного налога.
- 7 августа — начала работу коммерческая онлайн-галерея и сообщество художников общего типа DeviantArt.
- 8 августа
  - Взрыв в Москве в подземном переходе у станции метро «Пушкинская»[2]. 13 человек погибло, 118 ранено.
  - Учёные Великобритании, США и Италии официально объявили о начале опытов по клонированию человека.
- 10 августа — Совет Безопасности ООН принял резолюцию № 1315 по созданию Специального суда по Сьерра-Леоне.
- 12 августа
  - В Баренцевом море потерпела катастрофу атомная подводная лодка «Курск»;
  - В результате бомбардировки авиацией США и Великобритании гражданских объектов на юге Ирака погибло несколько человек[23].
- 13 августа — в Москве в храме Христа Спасителя открылся юбилейный архиерейский собор Русской Православной Церкви.
- 14 августа — царь Николай II канонизирован Синодом РПЦ.
- 15 августа — начало вещания радиостанции «Шансон».
- 17 августа — на первом этаже рижского универмага Centrs произошли два мощных взрыва, количество пострадавших составило около 30 человек, одна женщина умерла от полученных ранений.

- 23 августа — самолёт A320 упал в Персидский залив, погибли 143 человека.
- 27 августа
  - Пожар на Останкинской телебашне в Москве. Телевещание в Москве и Московской области полностью нормализовалось только к сентябрю 2001 года;
  - Али Бенфлис назначен премьер-министром Алжира.
- 28 августа — Россия и Союзная Республика Югославия подписали соглашение о свободной торговле. Югославия стала первой из стран дальнего зарубежья, с которой Россия подписала соглашение о свободной торговле[35].
- 31 августа — во втором туре всеобщих выборов в Эфиопии победу одержала правящая коалиция РДФЭН, завоевавшая почти 90 % мест в Палате народных представителей.

### Сентябрь
- 1 сентября — В. В. Путин учредил Государственный совет, в который вошли главы всех субъектов РФ.
- 3 сентября — создана украинская поп-группа ВИА Гра.
- 8 сентября
  - Албания принята в ВТО[36]
  - 99-й старт по программе Спейс Шаттл (STS-106). 22-й полёт шаттла Атлантис. Экипаж — Терренс Уилкатт, Скотт Олтман, Дэниел Бёрбэнк, Эдвард Лу, Ричард Мастраккио, Юрий Маленченко (Россия), Борис Моруков (Россия);
  - Резолюцией № A/RES/52/2 Генеральной Ассамблеи ООН принята Декларация тысячелетия Организации Объединённых Наций.
- 9 сентября — принята Доктрина информационной безопасности России.
- 10 сентября — из-за гиперинфляции отменено хождение эквадорского сукре. Единственным платёжным средством страны стал доллар США. С апреля сукре постепенно начал заменяться долларом.
- 13 сентября — Стив Джобс представил на Apple Expo в Париже первую Mac OS X Public Beta.
- 14 сентября
  - Корпорация Microsoft выпустила операционную систему Windows Millennium Edition;
  - Подложенная в машину бомба взорвалась у входа в здание фондовой биржи в Джакарте (Индонезия) и вызвала цепь взрывов соседних автомобилей, погибло 15 человек.
- 15 сентября — состоялась церемония открытия XXVII летних Олимпийских игр в Сиднее, Австралия.
- 16 сентября — на международной авиакосмической выставке в Киеве во время показательного полёта разбился Як-52 под управлением первого заместителя главы МИД Украины генерал-полковника Леонида Бородича.
- 17 сентября — убит украинский журналист Георгий Гонгадзе. Его обезглавленное тело было найдено 2 ноября в Таращанском лесу примерно в 100 километрах от Киева[37].
- 18 сентября — принята Директива 2000/53/ЕС, нацеленная на ограничение использования четырёх основных тяжёлых металлов (кадмия, свинца, ртути, шестивалентного хрома) в машинах.
- 19 сентября — попытка поджога Рейхстага в Берлине. 22-летний немец на своём автомобиле «Volkswagen Golf» попытался сквозь стеклянные витрины прорваться внутрь здания, однако машина застряла. Позже выяснилось, что она была облита со всех сторон бензином.
- 20 сентября — власти Тайваня арестовали 25-летнего Чэн Инь-Хао, создателя компьютерного вируса CIH («ЧИХ»), названного по инициалам автора. Этот вирус также известен как «Чернобыль», так как одна из его версий активируется 26 апреля, в годовщину аварии на АЭС.
- 24 сентября
  - Состоялись парламентские и президентские выборы в Югославии и местные выборы в Сербии и Косово. Объявлено, что Воислав Коштуница получил поддержку 48,96 % избирателей, Слободан Милошевич — 38,62, Томислав Николич — 5,79 %. Избирком объявил, что ни один кандидат не набрал минимального количества голосов, и необходимо провести второй раунд. Однако после многочисленных активных протестов 10 октября были оглашены иные цифры — 50,24 %, 37,15 % и 5,88 % соответственно[38]
  - Во Франции прошёл конституционный референдум по вопросу о сокращении президентского срока с 7 до 5 лет. При относительно невысокой явке (30,2 %) подавляющее большинство избирателей (73,2 %) высказалось за сокращение срока правления.
- 26 сентября — открылся новый веб-сайт правительства США, объединивший 20 тыс. правительственных сайтов (содержит около 27 миллионов веб-страниц).
- 27 сентября
  - На перекрёстке Нецарим в секторе Газа взорвались два заряда взрывчатки[39]. В результате теракта был тяжело ранен солдат бригады «Гивати», сопровождавший конвой гражданских машин (28 сентября он скончался). Начало интифады Аль-Аксы;
  - Рядом с островом Парос в Эгейском море греческий паром «Экспресс-Самина» натолкнулся на скалы и за несколько минут затонул. В результате кораблекрушения погиб 81 человек.
- 28 сентября
  - Израильский премьер Эхуд Барак впервые признал возможность раздела Иерусалима — в случае если Западная часть города остаётся столицей Израиля, а Восточная — станет столицей Палестинского государства[40]. В этот же день лидер оппозиционной партии «Ликуд» Ариэль Шарон под охраной сотен полицейских посетил Храмовую гору. После его ухода собравшиеся на горе палестинцы стали закидывать камнями израильских полицейских;
  - На общенациональном референдуме датчане проголосовали против введения евро;
  - Хорватскими СМИ опубликовано открытое письмо, подписанное двенадцатью генералами вооружённых сил Хорватии. Авторы обвиняли правительство, ведущих политиков и СМИ страны в попытке криминализировать события и действия войны в Хорватии 1991—1995 годов, а также в неподобающем обращении с ветеранами той войны. На следующий день, 29 сентября, президент Хорватии Степан Месич отправил в отставку семерых генералов-подписантов, что привело к скандалу в хорватской политике.
- 29 сентября—5 октября — «бульдозерная революция» в Югославии, приведшая к отставке Слободана Милошевича.

### Октябрь
- 1 октября
  - Прошла церемония закрытия XXVII летних Олимпийских игр;
  - В Нидерландах легализована проституция.
- 2—5 октября — состоялся государственный визит президента РФ В. В. Путина в Индию. В ходе визита была подписана Декларация о стратегическом партнёрстве между Российской Федерацией и Индией, заключено 17 соглашений в различных областях. Достигнута договорённость о ежегодном проведении российско-индийских встреч на высшем уровне.
- 6 октября — в 16:03-16:05 в Пятигорске и Невинномысске одновременно прогремели четыре взрыва. Первый взрыв произошёл на автобусной остановке на улице Гагарина рядом с администрацией Невинномысска, второй — на Казачьем рынке Невинномысска, третий и четвёртый взрывы произошли на платформе железнодорожного вокзала в Пятигорске. В результате терактов 4 человека погибли, 20 ранены[2].

- 8 октября
  - На парламентских выборах в Литве большинство получил Союз либералов Литвы в союзе с двумя мелкими партиями;
  - На президентских выборах в Польше победу одержал действующий президент Александр Квасьневский (53,9 % голосов).
- 10 октября — в Астане (Казахстан) президентами Беларуси, Казахстана, Кыргызстана, России и Таджикистана подписан Договор об учреждении Евразийского экономического сообщества (ЕврАзЭС)[20][41].
- 11 октября — 100-й старт по программе Спейс Шаттл (STS-92). 28-й полёт шаттла Дискавери. Экипаж — Брайан Даффи, Памела Мелрой, Лерой Чиао, Уильям МакАртур, Питер Уайсофф, Майкл Лопес-Алегриа, Коити Ваката.
- 12 октября
  - Линчевание в Рамалле — убийство двух израильских нестроевых резервистов арабской толпой в городе Рамалла в начале интифады Аль-Акса;
  - Атака на американский эсминец USS Cole (DDG-67) в порту Адена (Йемен). Нападение совершили смертники, взорвав рядом с кораблём моторный катер, начинённый несколькими сотнями килограмм взрывчатки. 17 членов экипажа погибли, 39 ранены.
- 13 октября — массовое отравление метанолом в Сальвадоре. 122 человека погибли.

- 15 октября
  - На парламентских выборах в Словении победила Либеральная демократия Словении, получившая 34 из 90 мест в парламенте. Лидер партии Янез Дрновшек вернулся на пост премьер-министра страны;
  - Состоялись выборы в Палату представителей Национального собрания Республики Беларусь, которые бойкотировались оппозиционными партиями;
  - На первых выборах президента в последней (не считая Дагестана) парламентской республике России, Удмуртии, победил председатель Госсовета Александр Волков (37,8 %)(«Отечество», поддержан левой оппозицией)[3].
- 16 октября
  - Президент Грузии Эдуард Шеварднадзе заявил, что его страна имеет право на долю собственности бывшего Советского Союза. После развала СССР в 1991 году Россия взяла на себя долговые обязательства советских республик, включая Грузию, в обмен на их доли в советских активах (таких как алмазо- и золоторезервы), а также собственность за рубежом. Однако грузинская сторона заявляла, что парламент Грузии никогда не ратифицировал эту сделку;
  - Марш миллиона семей в Вашингтоне (США).
- 17 октября — железнодорожная катастрофа в Хатфилде (Великобритания), 4 человека погибли, более 70 ранены.
- 19 октября — 2 сотрудника личной охраны Ясира Арафата погибли в результате взрыва в штаб-квартире палестинской службы безопасности в Вифлееме. Ещё 10 получили ранения.
- 22 октября
  - Движение Талибан запретило населению Афганистана заниматься спортом по вечерам;
  - Губернатор Сахалинской области Игорь Фархутдинов (поддержан Единством, Отечеством и Яблоком) переизбран на свой пост, набрав около 60 %; в Курской области назначено повторное голосование[3].
- 23 октября
  - Китайские археологи обнаружили музей музыкальных инструментов, который был создан 2 тысячи лет назад, в эпоху династии Хань;
  - Президент США Билл Клинтон подписал указ о выделении 58 млрд долл. на установление национального стандарта употребления алкоголя за рулём. Согласно документу, теперь в крови водителя может содержаться не более чем 0,08 % алкоголя.
- 24 октября — после двух недель напряжённых переговоров сербский парламент утвердил формирование переходного правительства под руководством социалиста Миломира Минича на период до выборов 23 декабря.
- 25 октября — катастрофа Ил-18 под Батуми, погибли 84 человека.

- 29 октября
  - Аскар Акаев переизбран президентом Республики Кыргызстан на третий срок;
  - В Читинской области и Агинском Бурятском автономном округе переизбраны губернаторы Равиль Гениатулин (поддержан НПСР)(57 %) и Баир Жамсуев (поддержан НПСР и Отечеством)(89,3 %) соответственно[3]
  - В Будённовске на конечной остановке взорвано маршрутное такси. Пострадал водитель[42].
- 30 октября — введение национальной валюты, «сомони», в Республике Таджикистан.

- 31 октября
  - Старт космического корабля Союз ТМ-31 с первым экипажем МКС на борту. Экипаж старта — Ю. П. Гидзенко, С. К. Крикалёв и У. Шеперд (США);
  - В аэропорту имени Чан Кайши при взлёте разбился Boeing 747 компании Singapore Airlines, погибли 83 из 179 человек на борту.

### Ноябрь
- 1 ноября — Союзная Республика Югославия принята в ООН.
- 4 ноября — в Югославии сформировано правительство во главе с Зораном Жижичем.
- 5 ноября
  - В Магаданской и Курской областях на выборах губернаторов победили Александр Михайлов и Валентин Цветков соответственно; в Калининградской области назначено повторное голосование[3]
  - В Азербайджане прошёл первый тур парламентских выборов.

- 7 ноября — на президентских выборах в США победил Джордж Буш-младший.
- 11 ноября
  - В результате возгорания поезда-фуникулёра на австрийском горнолыжном курорте Капрун погибли 155 человек;
  - Захват российского самолёта Ту-154 чеченским террористом во время рейса Махачкала—Москва. Угрожая привести в действие взрывное устройство, он потребовал лететь в Израиль. После приземления на израильской военной базе Увда террорист сдался властям и позже был выдан России[2]
  - Прошли парламентские выборы[англ.] в Боснии и Герцеговине;
  - Референдум в Словакии.
- 12 ноября
  - Участники саммита глав 56 исламских государств в Катаре договорились о дальнейшей поддержке палестинцев в борьбе против Израиля. Кроме того, было принято решение обратиться ко всем мусульманским государствам с предложением заморозить все отношения с Израилем;
  - Вице-губернатор Калужской области Анатолий Артамонов победил на губернаторских выборах в Калужской области; Евгений Михайлов переизбран губернатором Псковской области[3].
- 13 ноября — президент РФ В. В. Путин выступил с заявлением, в котором предложил в будущем снизить уровень ядерных боезапасов России и США до 1500 единиц с каждой стороны.
- 16 ноября — Билл Клинтон стал первым президентом США, посетившим Вьетнам после окончания вьетнамской войны.
- 17 ноября — президент Украины Леонид Кучма на встрече со студентами Института международных отношений КНУ заявил, что Украина никогда не будет ядерным государством.
- 19 ноября
  - Перуанский президент Альберто Фухимори, находясь в Токио, заявил о своей отставке и что он на «долгое время» останется в Японии. 22 ноября Валентин Паниагуа стал и. о. президента Перу;
  - Адмирал Владимир Егоров избран губернатором Калининградской области; Валерий Малеев переизбран губернатором Усть-Ордынского Бурятского автономного округа[3].
- 24 ноября — неудачная попытка вооружённого переворота в Камбодже: Бойцы за свободу Камбоджи под руководством Ясит Чхуна и Ричарда Кири Кима атаковали правительственные здания и телецентр в Пномпене. Акция подавлена правительственными силами.
- 26 ноября
  - На всеобщих выборах[англ.] в Румынии правоцентристская коалиция потерпела сокрушительное поражение (26,37 % против 36,61 % у левоцентристов);
  - Губернатор Курганской области Олег Богомолов вышел во второй тур губернаторских выборов[3].

- 27 ноября
  - На канадских федеральных выборах вновь победила либеральная партия, её лидер Жан Кретьен остался на посту премьер-министра;
  - В Норвегии состоялось открытие Лердальского тоннеля длиной 24,5 км. Тоннель стал самым длинным автомобильным тоннелем в мире.
- 28 ноября — лидер Социалистической партии Украины Александр Мороз обнародовал в украинских СМИ аудиозапись, на которой были записаны разговоры президента Леонида Кучмы, главы администрации президента Владимира Литвина и министра внутренних дел Украины Юрия Кравченко, касающиеся исчезновения журналиста Георгия Гонгадзе (так называемый «кассетный скандал»).

### Декабрь
- 1 декабря — 101-й старт (STS-97) по программе Спейс Шаттл. 15-й полёт шаттла Индевор. Экипаж — Брент Джетт, Майкл Блумфилд, Джозеф Таннер, Марк Гарно (Канада), Карлос Норьега.
- 3 декабря
  - В десяти субъектах России прошли выборы глав регионов. В Краснодарском крае, Астраханской и Пермской областях, Корякском автономном округе были выбраны губернаторы; в Республике Марий Эл, Ставропольском крае, Архангельской, Ивановской, Камчатской и Рязанской областях и Коми-Пермяцком автономном округе назначено повторное голосование[3]
  - В Венесуэле проведён референдум о выборности руководства профсоюзов[43].
- 6 декабря
  - Застрелен глава городской администрации города Мурома Владимирской области Пётр Кауров;
  - Открыт ливерморий — химический элемент с атомным номером 116.
- 8 декабря
  - В городе Пятигорске (Ставропольский край) в районе Верхнего рынка одновременно были взорваны два автомобиля. В результате терактов погибли 4 человека, 45 ранены[2]
  - Проведён последний успешный сеанс связи с космическим аппаратом «Пионер-6» в честь 35-летия его запуска.
- 9 декабря — премьер-министр Израиля Эхуд Барак подал в отставку.
- 10 декабря
  - Бывший президент Ион Илиеску одержал победу во втором туре президентских выборов в Румынии (66,83 %);
  - Прошли выборы в Верховный Совет Приднестровья, большинство мест получили независимые кандидаты;
  - В пяти субъектах России прошли выборы глав регионов. Переизбраны губернаторы Брянской области Юрий Лодкин (32 %); Владимирской области Николай Виноградов (65 %); Курганской области Олег Богомолов (51 %) и Хабаровского края Виктор Ишаев (88 %); в Костромской области назначено повторное голосование[3].
- 11 декабря — в США началась регулярная эксплуатация высокоскоростных поездов «Acela Express».
- 14—17 декабря — состоялся официальный визит В. В. Путина на Кубу. По итогам переговоров, подписано совместное заявление и ряд соглашений, регулирующих правовые и экономические аспекты двусторонних отношений.
- 15 декабря
  - Остановлен 3-й реактор Чернобыльской АЭС, электростанция окончательно закрылась;
  - В Киеве состоялся первый протест в рамках акции «Украина без Кучмы». Его участники требовали отставки президента страны Леонида Кучмы, с которым связывалось убийство оппозиционного журналиста Георгия Гонгадзе в сентябре. В акции приняли участие 24 политические партии и общественные организации.
- 17 декабря — в семи субъектах России прошли повторные выборы глав регионов. Губернатором Ставропольского края переизбран Александр Черногоров (56,5 %); губернатором Архангельской области переизбран Анатолий Ефремов (58,5 %); губернатором Ивановской области избран Владимир Тихонов (62,3 %); губернатором Камчатской области избран Михаил Машковцев (46,2 %); губернатором Рязанской области переизбран Вячеслав Любимов (65,1 %); президентом Республики Марий Эл избран Леонид Маркелов (57,9 %); губернатором Коми-Пермяцкого автономного округа избран Геннадий Савельев (44,2 %)[3].
- 19 декабря
  - Вторая чеченская война: осуществлена попытка подрыва здания комендатуры Ленинского района (Грозный, Чечня);
  - Европейский консорциум «Airbus» дал официальный старт строительству Airbus A380, ставшего самым большим в мире пассажирским самолётом;
  - Совет Безопасности ООН принял резолюцию № 1333, вводящую запрет на продажу оружия и авиасообщение с режимом талибов в Афганистане, оказывающим поддержку международному терроризму.
- 20 декабря — парламент Великобритании одобрил клонирование, но исключительно в медицинских целях.
- 21 декабря — Нидерланды стали первой в мире страной, узаконившей однополые браки.
- 23 декабря — на парламентских выборах в Сербии так же, как и в СРЮ, победила коалиция оппозиционных партий, получившая 64,1 % голосов (176 депутатских мандатов), социалистов поддержали 13,8 % избирателей (37 мест), Сербскую радикальную партию — 8,6 % (23 места), Партию сербского единства убитого незадолго до этого Ж. Ражнатовича-Аркана — 5,3 % (14 мест).
- 24 декабря
  - В семи субъектах России прошли выборы глав регионов. Председателем правительства Республики Хакасия переизбран Алексей Лебедь (72,3 %); губернатором Волгоградской области переизбран Николай Максюта (36,52 %); губернатором Воронежской области избран Владимир Кулаков (59,9 %); губернатором Костромской области переизбран Виктор Шершунов (63 %); губернатором Ульяновской области избран генерал Владимир Шаманов (56,3 %); губернатором Челябинской области переизбран Пётр Сумин (58,7 %); губернатором Чукотки избран депутат Госдумы Роман Абрамович (90,6 %)[3]
  - В Индонезии совершён ряд нападений на церкви и священнослужителей с применением взрывных устройств; 18 человек погибли. Ответственность за теракты взяла на себя группировка «Джемаа Исламия».
- 25 декабря — конституционными законами России утверждены государственный флаг (триколор), герб (двуглавый орёл) и гимн (на музыку А. Александрова).
- 30 декабря — последний эфир телеигры «Что? Где? Когда?» с участием Владимира Ворошилова.
- 31 декабря — конец XX века и 2-го тысячелетия.
- Декабрь — кризис на Чешском телевидении: спорное назначение Иржи Годача генеральным директором и его попытка приватизировать общественное телевидение привело к войне за эфирное время и началу массовой цензуры на телевидении[44].

### Продолжающиеся события
- Война в Восточном Тиморе
- Гражданская война в Бирме
- Гражданская война в Анголе
- Гражданская война в Сомали
- Гражданская война в Афганистане
- Гражданская война на Шри-Ланке
- Вторая гражданская война в Либерии
- Вторая гражданская война в Судане
- Вторая чеченская война
- Турецко-курдский конфликт
- Арабо-израильский конфликт
- Ачехский конфликт
- Грузино-абхазский конфликт
- Грузино-южноосетинский конфликт
- Карабахский конфликт
- Кашмирский конфликт

## Родились

### Январь
- 5 января — Big Baby Tape, российский рэпер, участник объединения Benzo Gang .
- 6 января — Е Шухуа, тайваньская певица участница южнокорейской группы (G)I-DLE.
- 8 января — Ноа Сайрус, американская актриса.
- 12 января — Жансая Абдумалик, казахстанская шахматистка.

### Февраль
- 2 февраля — Дмитрий Логинов, российский сноубордист, трёхкратный чемпион мира (2019 и 2021).
- 6 февраля — Юлия Полячихина, российская модель, победительница конкурса «Мисс Россия» в 2018 году.
- 8 февраля — Матильда Гремо, швейцарская фристайлистка, олимпийская чемпионка и призёр Олимпийских игр.
- 20 февраля — Криштоф Милак, венгерский пловец, чемпион мира и Европы, мировой рекордсмен.

### Март
- 1 марта — Гречка, российская певица.
- 8 марта — Даниэль Магнуссон, шведский кёрлингист, чемпион мира 2019 и 2021 годов.
- 15 марта — Кристиан Костов, российский и болгарский певец, участник конкурса Евровидение-2017 представляя Болгарию, где занял 2-е место.

### Апрель
- 9 апреля
  - Каори Сакамото, японская фигуристка-одиночница, трёхкратная чемпионка мира (2022—2024), чемпионка четырёх континентов и многократная чемпионка Японии.
  - Бренок О'Коннор, британский актёр кино и телевидения, певец.

### Май
- 11 мая — Инстасамка, российская рэп-исполнительница, певица.
- 16 мая — Артур Бабич, украинский тиктокер, видеоблогер и рэп-исполнитель.
- 26 мая — Хван Йеджи, южнокорейская певица и рэпер, участница группы Itzy.
- 28 мая — Филип Уолтер Фоден, английский футболист, игрок клуба «Манчестер Сити»

### Июнь
- 13 июня — Пенни Олексяк, канадская пловчиха, олимпийская чемпионка (2016)
- 24 июня — Анастасия Кирпичникова, российская пловчиха.

### Июль
- 3 июля — Миккель Дамсгор, датский футболист, полузащитник.
- 9 июля — Климент Колесников, российский пловец, двукратный чемпион мира, многократный чемпион Европы, рекордсмен мира, заслуженный мастер спорта России.
- 12 июля — Винисиус Жуниор, бразильский футболист, игрок клуба «Реал Мадрид»
- 18 июля — Ангелина Мельникова, российская гимнастка, заслуженный мастер спорта России.
- 21 июля — Эрлинг Холанн, норвежский футболист, игрок клуба «Манчестер Сити»
- 31 июля — Ким Сэ Рон, южнокорейская актриса.

### Август
- 13 августа — На Джемин, южнокорейский певец, рэпер и актёр, участник группы NCT.
- 17 августа — Lil Pump, американский рэпер

### Сентябрь
- 15 сентября — Ли Феликс, южнокорейский певец, участник группы Stray Kids.

### Ноябрь
- 8 ноября — Жасмин Томпсон — британская певица, автор песен и композитор.
- 10 ноября — Ангелина Мельникова, российская гимнастка.
- 10 ноября — Маккензи Фой, американская актриса и модель.

## Персоны года
Человек года по версии журнала Time — Джордж Буш-младший, президент США.

## Нобелевские премии
- Физика — Жорес Иванович Алфёров и Герберт Крёмер — «За разработки в полупроводниковой технике», Джек Килби — «За исследования в области интегральных схем».
- Химия — Алан Хигер, Алан Мак-Диармид и Хидэки Сиракава — «За открытие проводимости в полимерах».
- Медицина и физиология — Карлссон, Арвид — «За открытие того факта, что дофамин играет роль нейромедиатора и необходим для контроля двигательных функций у человека», Грингард, Пол — «За открытие механизма действия дофамина и других нейромедиаторов», Кандел, Эрик — «За открытие молекулярных механизмов работы синапсов».
- Экономика — Джеймс Хекман, Дэниел Макфадден — «За развитие теории и методов анализа».
- Литература — Гао Синцзянь — «Произведения вселенского значения, отмеченные горечью за положение человека в современном мире».
- Премия мира — Ким Дэ Джун (президент Южной Кореи) — «За кропотливую работу в деле воссоединения Северной и Южной Кореи и укрепление демократии и прав человека в Южной Корее и Восточной Азии в целом».

## Экономика
- Начат выпуск бытовой техники под торговой маркой Vitek;
- Компания Illumina совершила первичное размещение акций.